# الشعر العربي في العصر الحديث
الشعر العربي في العصر الحديث، هو الشعر العربي الذي كتب في العصر الحديث. وصفةُ (العصر الحديث) يُقصد بها الإطار الزمني الذي تتميز فيه معالم الحياة عن الأزمنة السابقة، ويعدّ الشعر الحديث آخر حلقة في السلسلة الزمنية التالية المتعلقة بالشعر: (العصر الجاهلي - عصر صدر الإسلام - العصر الأموي - العصر العباسي - عصر الأيوبيين والمماليك - أدب الأندلس - العصر العثماني - العصر الحديث - الأدب المُعاصِر). 

## تصنيف الشعر العربي
درج مؤرخو الأدب العربي على تصنيف الشعر العربي وفق العهود السياسية للدول، أو تبعًا للأقاليم التي نشأ فيها، سواء في مختلف أنحاء العالم العربي أو في الأقاليم الإسلامية. 
اعتاد دارسو الشعر العربي تصنيفه إلى فترتين أساسيتين، هما: الشعر القديم والشعر الحديث:
1. الشعر القديم: كل شعر عربي كتب قبل عصر النهضة العربية، كما يقصد به كل شعر كتب على نمطه فيما بعد، ويمكن أن يسمّى أيضًا بالشعر التقليدي لكونه يسير في ركاب التبعية والتقليد؛ أي أن له قالبًا موحّدا ينتظم فيه، كما يسمى الشعر العمودي نسبة إلى أسلوب كتابة أشطره المتناظرة بشكل عمودي.
2. الشعر الحديث: كل شعر عربي كتب بعد النهضة العربية، ويختلف عن الشعر القديم في أساليبه، وفي مضامينه، وفي بنائه الفني، وموسيقاه، وأغراضه وموضوعاته، وأنواعه المستجدة والمختلفة.

جميع قصائد الشعر والدواوين التي وضعت في العصر الحديث هي شعر حديث، بدءًا من أول قصيدة كُتِبَت إبان الحملة الفرنسية على مصر وبلاد الشام في المدة ما بين 1798 – 1801م بأحد أقلام الرواد الأوائل -رواد النهضة-.

## أصناف الشعر العربي الحديث
يصنف الشعر العربي الحديث عدة تصنيفات، من بينها:
- التصنيف حسب الأساليب، مثل: الشعر الحر، الشعر المرسَل، شعر الحداثة، الشعر المعاصر، شعر التفعيلة، وقصيدة النثر.
- التصنيف حسب الأجيال، مثل: «شعر الستينيات»، و«شعر السبعينيات»، و«شعر الثمانينيات»، و«شعر التسعينيات» و«شعر القرن الحادي والعشرين».

لكن بعض هذه التصنيفات قد لا تعني شيئًا غير الرغبة في التصنيف، وأحيانًا تكون مثارًا لنزاعات متبادلة بين أطراف متصارعة من مبدعين ونقّاد، لكن الأهم مهو البحث عن سمات فنية وموضوعات تميّز أدبَ كل فئة.

## نقاش في الشعر العربي الحديث
يقصد بهذا التعبير ما كتبه شعراء كثيرون على غير منهاج الشعر التقليدي أو الاتباعي (الكلاسيكي) في آداب لغاتهم، وقد ظهر في الأدب العربي أواخر النصف الأول من القرن العشرين، لا سيما على يد أمين الريحاني وبدر شاكر السياب ونازك الملائكة والمهاجرين العرب في عدد من بلدان أوروبا التي قصدوها للاستقرار فيها، خاصة إيطاليا وفرنسا وبريطانيا ثم الولايات الأميركية، وكان من أبرز الاختلافات التي أثارها هذا الاتجاه ما أثير حول (الأصالة والمعاصرة) في كتابه وإنتاجه، على مدى عقود من السنوات، استغرقت نحو قرنٍ من الزمن[بحاجة لمصدر].
وقد لاحظ الناقد العربي السوري الدكتور (محمد ياسر شرف)[هل يوثق بهذا المصدر؟] أنه مرّت ثلاثون سنة على الشعر العربي ابتداء من النصف الثاني للقرن العشرين، وكتّـابه يتجاذبون الاتهامات حول الأصالة والمعاصرة، ثم انضافت تجاذبات أخرى بينهم حول التقليد والحداثة، ولم تلبث أن حدثت ثورة المعلوماتية التي انتهى القرن العشرون في طوايا إنجازاتها، وقد نشرت المعارف بين الناس وأتاحت أنواعاً جديدة من التواصل عبر القارات فاتحة الفضاء الإلكتروني دون حدود[بحاجة لمصدر].
ورأى شرف أنه بينما اختلفت القضايا التقليدية المطروحة للمناقشة بين شعراء البلدان المتقدمة صناعياً باستمرار، بقيت الأغلبية العظمى من شعراء العرب عند مناقشة قضاياهم التقليدية بذاتها، لتنقل أقوال القرون الماضية التي سادت في مجادلات القرن العشرين إلى القرن الواحد والعشرين دون تغييرات جذرية أحياناً، وبعيداً عن منجزات العلوم الإنسانية والتجريبية الجديدة في أحيان أخرى أيضاً.
وقرر شرف أن بعض المحلّلين المختصّين قد توصل إلى استنتاج يقول: إن تكرار المناقشات هو الذي منع الشعر العربي من التطور، وهذا ما تؤكده أرقام مبيعات كتب الشعر التي صدرت خلال الخمسين سنة الأخيرة، إضافة إلى ضعف مستوى الإنتاج الشعري نفسه وتكاثر الأدعياء وظهور أعداد كبيرة من الكتب المطبوعة ذات القيمة الفنية الهابطة[بحاجة لمصدر].
وذكر شرف أن تصريحات كثير من الشعراء الروّاد والمعروفين بجودة إنتاجهم لدى النقّـاد تشير إلى أن الشعوب العربية فقدت اهتمامها بالإنتاج الشعري ـ بالدرجة الأولى ـ نتيجة التقدم العلمي وانصراف الناشئة والطلاب وخريجي الجامعات إلى متابعة العلوم الحديثة وحركة الاقتصاد واتجاهات سوق العمل، إضافة إلى جمود أفق الشعراء، وأدى هذا التأثير المزدوج إلى إضعاف تأثير التجارب القليلة الجيدة التي لا يمكن إنكار ظهورها في حركة التراكم الشعري للثقافة العربية[بحاجة لمصدر].
ورأى شرف أن حركة العشرية الثقافية العربية ماتزال بطيئة السير، بعد سنتين من ابتدائها ـ وتساءل هل ستستمر أوضاع الشعر العربي المجتمعية والاقتصادية والفنية سائرة باتجاه التدهور، أم إنّ عكس الاتجاه ما يزال عملاً ممكناً.[بحاجة لمصدر]

## مدارس الشعر العربي الحديث
- مدرسة الإحياء: وضع محمود البارودي حجر الأساس لهذه المدرسة عندما رأى ضرورة تجديد الحركة الشعريّة، وساعده فيما بعد أحمد شوقي في بعث روح جديدة في الشّعر، وضخّ الدماء فيه، والمحافظة عليه إلى الآن.
- مدرسة التجديد: مؤسسها محمود عباس العقّاد، الذي ثار على مدرسة الإحياء بسبب عدم تبسيطها الشّعرَ حسب رأيه، ورأى العقّاد أنّ الشّعر يجب أن ينعكس على جوانب الحياة الحسيّة، وأن يكون ناتجاً عن المُعطيات الحسيّة وليس على حواسّ الإنسان.
- مدرسة أبولو: أسسها أحمد زكي أبو شادي عام 1932م في مصر، وتتميّز هذه المدرسة بالرومانسيّة الشّعرية، أمّا شعرها فيتميّز بكثرة التشاؤم.
- مدرسة الشّعر الحر: يُسمّى أيضاً بشعر التّفعيلة، وهذه المدرسة من أهمّ المدارس الشّعريّة الحديثة؛ لأنّ الشّعر الحرّ انتشر واشتُهِر كثيراً في العالم العربيّ، وقد لاقت هذه المدرسة الكثير من الانتقادات الأدبيّة؛ نظراً لأنّ الشّعر الحرّ تخلّى عن مفهوم الوزن الذي يُميِّز الشّعر وينظمه، وقد اعتبره البعض خسارةً كبيرةً للشّعر العربيّ، بينما لاقت استحسان الفئة التي تريد التّغيير وتطمح إليه، وتريد أن يغطّي الشّعر مجالاتٍ أكبر وأكثر، ويتحقّق هذا عندما يتخلّى الشّعر عن الوزن والقافية، فهذا يعطي الشاعر حرّيّةً أكبر في اختيار الألفاظ، والمفردات، والمعاني في القصيدة؛ ليغطّي جوانب أكثر عن موضوع قصيدته.[1]

## خصائص الشعر العربي الحديث
- استخدام اللُّغة العربيّة الفُصحى البسيطة ذات المعاني الواضحة، والتي يَسهُل على الغالبيّة العُظمى فهمُها، مع إدخال بعض الكلمات الصَّعبة ضِمن مُفردات القصيدة.
- التَّنويع في استخدام الأساليب البلاغيّة في القصيدة الواحدة؛ لكنَّها في ذات الوقت تُوظَّف لخدمة النَّص الشِّعريّ، مع مراعاة اختيار الأساليب البسيطة المفهومة.
- اختفاء شِعر الفخر بالذَّات والعشيرة الذي تميّز به الشَّاعر القديم.
- زيادة الخيال، والتّصوُّرات، والأساليب.
- كثرة استخدام الأسلوب السَّاخر في طرح الفِكرة.
- عدم الالتزام بالقافية، والخروج عن الشَّكل المُعتاد عليه في بناء القصيدة.
- اللُّجوء إلى الرَّمز في صياغة القصيدة، والتأمُّلات في الحياة، والكون، وخلق الإنسان، والغاية من وجوده.
- ظهور اتّجاهاتٍ جديدةٍ في القصيدة العربيّة، مثل: الاتّجاه السِّياسيّ، والقوميّ، والاتجاه الإنسانيّ، والإسلاميّ، والوطنيّ، والاجتماعيّ، واختفاء اتّجاهاتٍ أخرى، ومنها: المديح، والهِجاء، والفخر بالذَّات والعشيرة.
- الإكثار من استخدام القِصص الأسطوريّة والخرافيّة التي رُويت عبر التَّاريخ من سالف الأزمان.
- ظهور العديد من المدارس الأدبيّة والشِّعريّة التي تميّزت كلّ واحدةٍ منها بخصائص مختلفةٍ عن الأخرى، وأصبح لكلٍّ منها شعراؤها، ومُؤيِّدوها، ومناصروها، مثل شعراء: مدرسة الدِّيوان، وجماعة أبوللو، والمهجر، وغيرهم.
- الوحدة المتماسِكة للقصيدة؛ أي صياغة القصيدة صياغةَ وحدةٍ عضويّةٍ واحدةٍ متسلسلةٍ؛ بحيث لو أُسقِط بيتٌ واحدٌ منها لاختلّ المعنى كلّه، كما لا يمكن تقديم بيتٍ أو تأخير آخر.
- ظهور الحسّ والشّعور الوطنيّ، والانتماء والولاء للوطن والأمّة.
- التّأثير الكبير على الثّورات الشعبيّة العربيّة، وأكبر مثالٍ على ذلك هو الدّور الذي لعبه الشّعر الحديث في ثورة مصر عام 1919م.
- وحدة موضوع القصيدة.[1]

## كُتّاب قصيدة النثر
- جبرا إبراهيم جبرا
- توفيق صايغ
- محمد الماغوط
- أنسي الحاج
- شوقي أبي شقرا